# Alain Chany
Pour les articles homonymes, voir Chany.
Alain Chany, né le 25 février 1946 à Paris  et mort le 2 décembre 2002 au Puy-en-Velay, est un écrivain français.
Il est le fils de Pierre Chany, célèbre journaliste de L’Équipe. Il publie en 1972 son premier roman, L'Ordre de dispersion, dans la collection « Le Chemin », dirigée par Georges Lambrichs (Gallimard). Ce texte devient vite le livre-culte d'une génération flouée par l'après mai 68. L'auteur, lui, se retire dans la ferme familiale de Haute-Loire. Ayant renoncé à écrire, il mène la vie d'un éleveur de brebis. Vingt ans après, il reprend la plume et envoie à Olivier Cohen des textes écrits à la main sur des cahiers d'écolier, mélange de confidences, de vagabondages, d'aphorismes, arrachés au silence, à la solitude. Une sécheresse à Paris est publié aux éditions de l'Olivier en 1992. Cette résurrection est un événement littéraire : salué - entre autres - par Jérôme Garcin et Bernard Pivot, le livre se vend à plus de 8 000 exemplaires.
Il est l'auteur de :
- L'Ordre de dispersion, Gallimard, 1972
- "Le cirque d’hiver", revue Subjectif, n° 5, février 1979
- Une sécheresse à Paris, Édition de l'Olivier, 1992
- Vessies et lanternes, Édition de l'Olivier, 2016, recueil des trois publications précédentes[2]